# 아이밀리아누스
아이밀리아누스(207년/213년 마우레타니아 ~ 253년 10월 움브리아 스폴레티움)는 로마 제국의 32대 황제로 253년 7월 ~ 10월까지 3개월 동안 재위에 있었다. 원로원 의원으로서 트레보니아누스 갈루스 황제 때 모이시아 지방의 총독 직위를 얻을 때까지 콘술로 일했다.
고트족을 무찌르고 황제 트레보니아누스 갈루스에 반대하여 253년 7월에 반란을 일으켜 이탈리아로 쳐들어갔다. 갈루스 황제가 자기 군사들에게 살해당하자 재위에 올랐다. 그러나 몇 주 뒤에 갈루스 황제의 구원 요청을 받았던 게르마니아 수페리오르 총독 발레리아누스가 황제로 추대되자 전투를 벌였으나 스폴레티움 근처에서 부하에게 살해당했다.
| 전임 트레보니우스 갈루스 | 제32대 로마 제국 황제 253년 | 후임 발레리아누스 |